# Estado de evolución de patrimonio neto

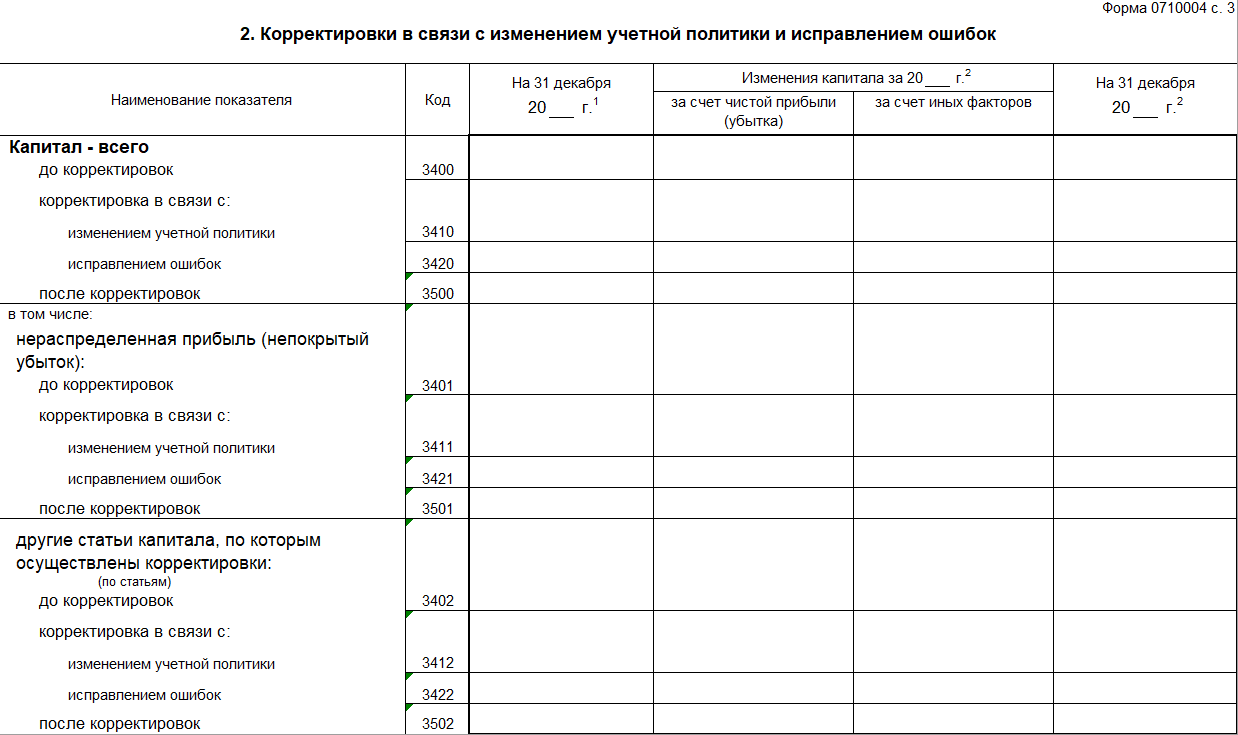
Estado de cambios de capital (OKUD 0710004).

En contabilidad el estado de evolución de patrimonio neto, también denominado Estado de cambio en el patrimonio neto, es el estado que suministra información acerca de la cuantía del patrimonio neto de un ente y de como este varía a lo largo del ejercicio contable como consecuencia de:
- Transacciones con los propietarios (Aportes, retiros y dividendos con los accionistas y/o propietarios).
- El resultado del período.

El resultado del período se denomina ganancia o superávit cuando aumenta el patrimonio y pérdida o déficit en el caso contrario.
El estado de evolución de patrimonio neto es uno de los estados contables básicos.